# Palais Sparre (Riddarholmen)
Le palais Sparre (en suédois : Sparreska palatset)  est un édifice situé dans le quartier de Riddarholmen à Stockholm en Suède.

## Présentation
Le palais Sparre est situé à l'adresse Birger Jarls torg 11 dans l'île de Riddarholmen.
Depuis 2011, il abrite la Cour administrative suprême de Suède.
Le palais est l'un des plus anciens et des plus prestigieux de Stockholm, construit autour de l'église de Riddarholmen, sur le front de mer, à l'époque de l'Empire suédois pour « embellir la patrie » et la capitale. 
Comme Makalös et le palais Fersen, il a été construit comme un bâtiment principal indépendant, avec des façades strictement symétriques, un toit en croupe et une terrasse panoramique, l'un des premiers à Stockholm de ce type, inspiré des villas italiennes.
L'édifice est un bâtiment classé Byggnadsminne et il est géré par l'Administration des biens immobiliers de l'État suédois.

## Galerie

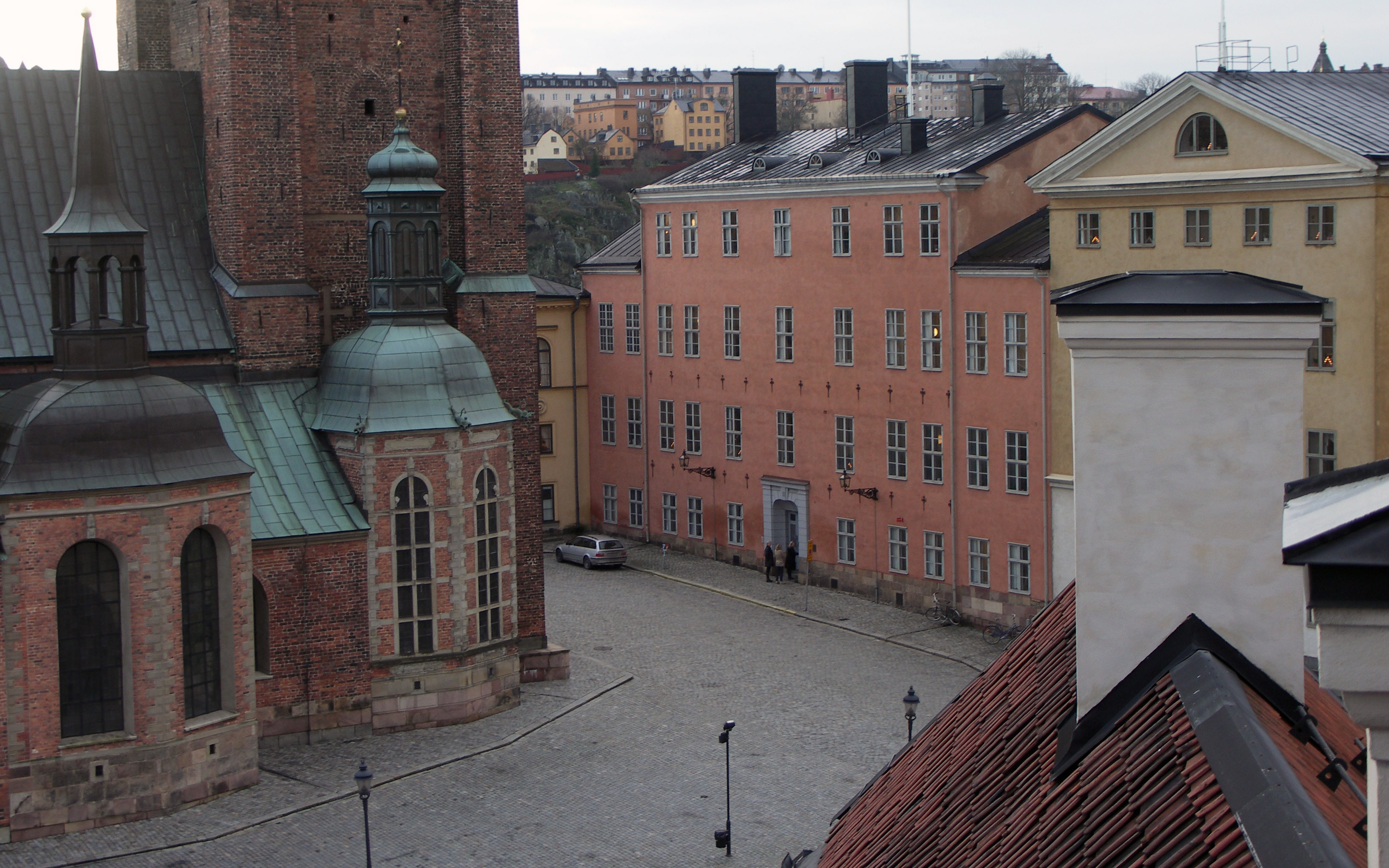
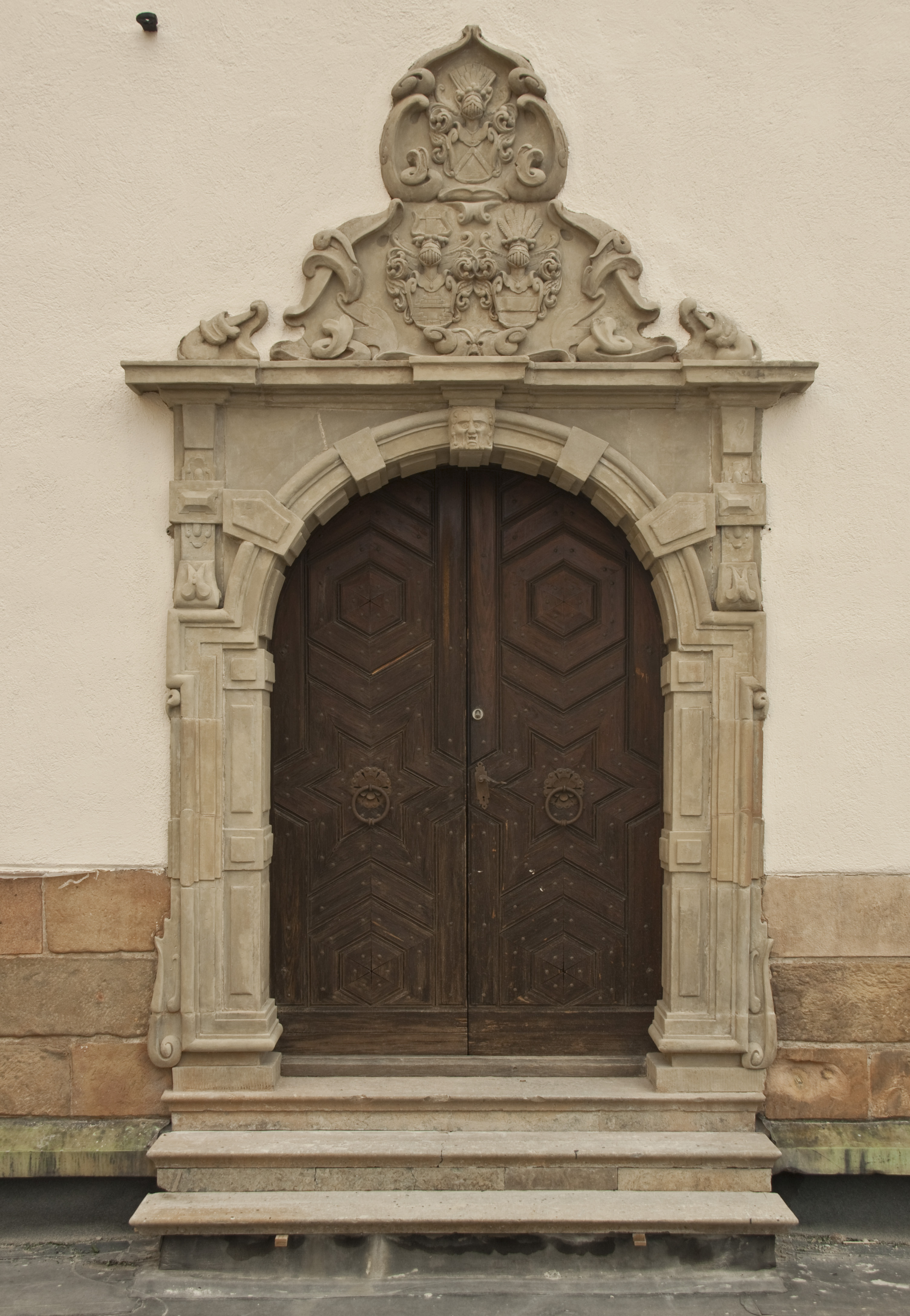
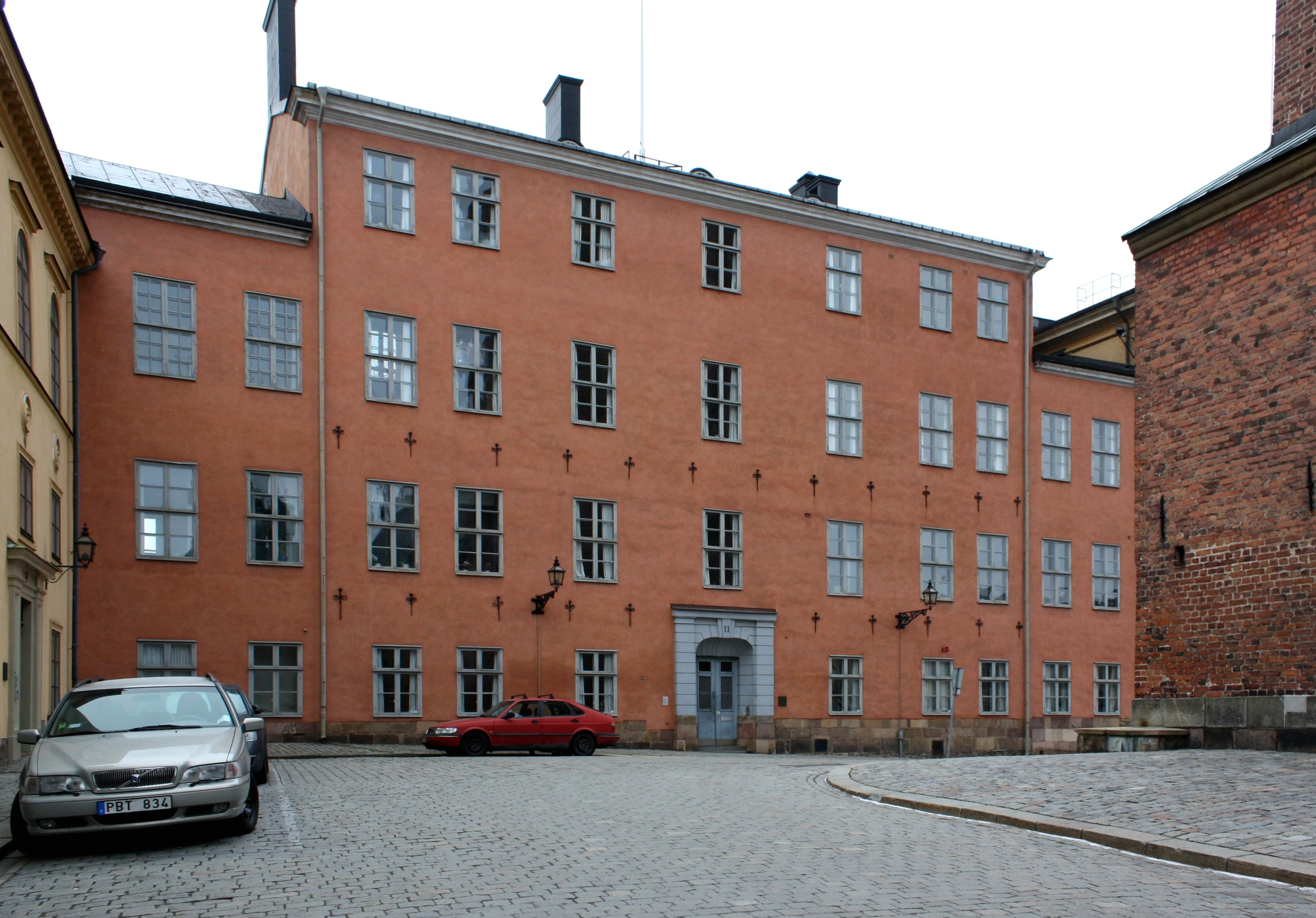
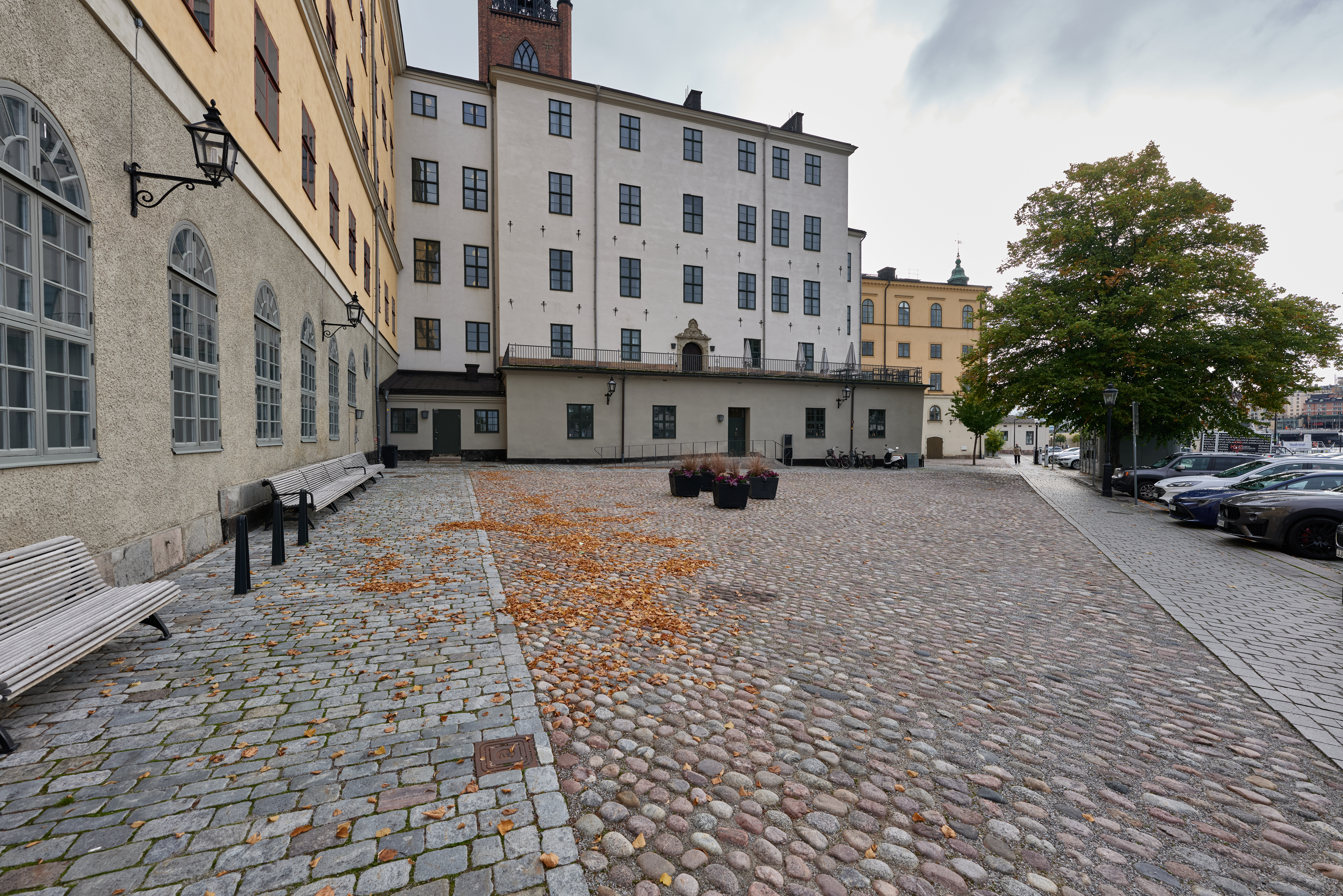